# Liberal-Demokratische Zeitung

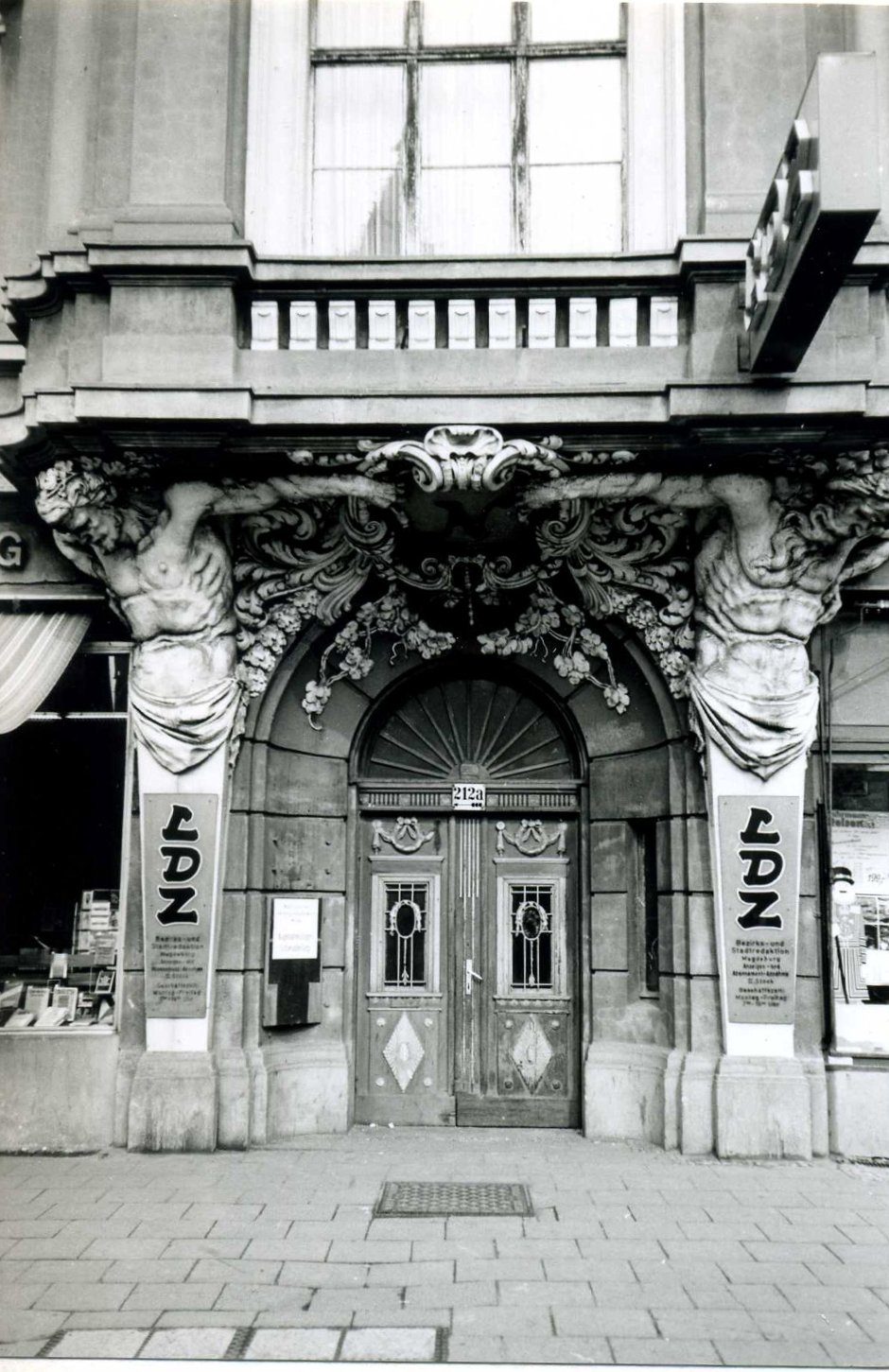
Bezirksredaktion Magdeburg, 1990

Die Liberal-Demokratische Zeitung war eine Tageszeitung der LDPD in Halle (Saale) von 1945 bis 1990.

## Geschichte
Am 28. Dezember 1945 erschien die erste Ausgabe der Liberal-Demokratischen Zeitung. Sie wurde vom Landesverband Provinz Sachsen der LDP herausgegeben. Erster Chefredakteur war Eugen Brinkmann, der wie die anderen Redakteure Mitglied im Landesvorstand war. Die Redaktion befand sich zunächst in der Geiststraße 47, seit Juli 1946 im Mühlweg 19 und seit September 1946 in der Großen Brauhausstraße 16/17. Es gab seit 1946 eine Bezirksredaktion in Magdeburg im Breiten Weg 212a, sowie einige weitere Regionalausgaben. Die Zeitung kostete zuerst 15 Pfennig, seit etwa 1947 20 Pfennig.
Die Liberal-Demokratische Zeitung bemühte sich in der Anfangszeit um eine Berichterstattung mit liberaler Ausrichtung. Seit 1948 wurde dies auf Grund des stärkeren politischen Drucks auf die Partei schwieriger.
Die LDZ erschien täglich außer sonntags.
Am 30. Juni 1990 erschien die letzte Ausgabe, am Tag vor der Währungsumstellung.
Seit dem 2. Juli 1990 gab es das Hallesche Tageblatt im LDZ-Verlag in Leipzig. Seit 1993 war dieses eine Regionalausgabe der Leipziger Volkszeitung, des Naumburger Tageblatts, des Ostharzer Tageblatts und weiterer Tageszeitungen. Am 30./31. Dezember 1995 wurde das Erscheinen eingestellt.